# بعثة الأمم المتحدة للتحقق في غواتيمالا
بعثة الأمم المتحدة للتحقق في غواتيمالا (MINUGUA) كانت بعثة حفظ السلام تابعة للأمم المتحدة أنشئت في الفترة من 20 يناير 1997 إلى سبتمبر 1997 بموجب قرار مجلس الأمن الدولي رقم 1094 كان الهدف من التفويض مراجعة اتفاقية الهدنة الموقعة في أوسلو في 4 ديسمبر 1996 بين حكومة غواتيمالا والوحدة الثورية الوطنية الغواتيمالية. تضمنت الاتفاقية السيطرة الرسمية على وقف اطلاق النار وتنظيم القوات المسلحة ونزع سلاح مقاتلي الاتحاد الثوري الغواتيمالي وتسريحهم في نقاط نزع السلاح المحددة.
كان المقر الرئيسي في مدينة غواتيمالا. وكان المبعوث الخاص للأمين العام للأمم المتحدة ورئيس البعثة «جان أرنو» من فرنسا، يدعمه العميد الإسباني خوسيه ب. رودريغيز رودريغيز كرئيس لقوة من المراقبين العسكريين قوامها 150 فردًا يرافقهم أفراد طبيون.
تم دعم البعثة من قبل الأرجنتين وأستراليا والبرازيل وألمانيا والإكوادور وكندا والنرويج والنمسا وروسيا والسويد وسنغافورة وإسبانيا وأوكرانيا وأوروغواي والولايات المتحدة وفنزويلا.